# Eater
Eater ist eine englische Punkrock-Band.

## Geschichte
Eater wurde 1976 im Norden Londons gegründet, der Bandname bezieht sich auf ein Lied von Marc Bolan. Die Mitglieder waren zum Zeitpunkt der Gründung noch Jugendliche. Bereits im Gründungsjahr spielten sie als Vorband der Buzzcocks. Im März 1977 gab Eater mit Outside View eine der ersten Singles des Punkrock heraus, im selben Jahr folgen mit Thinkin' of the U.S.A. und Look It Up zwei weitere Singles und die LP The Album. Als Produzent der frühen Aufnahmen fungierte Dave Goodman, der auch mit den Sex Pistols zusammenarbeitete. Thinkin' of the U.S.A. wurde später auf mehreren Kompilationen erneut herausgegeben. Nach einer weiteren Single und der Live-EP Get Your Yo Yo's Out löste sich die Gruppe im Januar 1979 im Anschluss an eine Tour mit Slaughter and the Dogs auf. Bassist Ian Woodcock war danach zeitweise Mitglied bei The Vibrators. Ab Mitte der 1980er Jahre erschienen mehrere Zusammenstellungen ihres vorherigen Schaffens. 2004 wurde ein 1977 aufgezeichnetes Livealbum publiziert, im selben Jahr folgte über Cherry Red Film eine Live-DVD.
2022 vereinigte sich die Band erneut, im selben Jahr gab das in Los Angeles ansässige Independent-Label Cleopatra ihre LP Ant heraus.

## Diskografie (Auswahl)
- 1977: Outside View (Single)
- 1977: Thinkin' of the U.S.A. (Single)
- 1977: Look It Up (Single)
- 1977: The Album (Studioalbum)
- 1978: What She Wants She Needs (Single)
- 1978: Get Your Yo Yo's Out (Live-EP)
- 2004: Live at Barbarellas 1977 (Livealbum)
- 2004: Outside View Live (Live-DVD)
- 2022: Ant (Studioalbum)